# Joaquim Letria
Joaquim José da Conceição Letria (GCC) es un periodista portugués. La figura de la comunicación social portuguesa fue fundador de los semanarios O Jornal y Tal & Qual. Recibió el Premio Bordalo de la Casa de la Prensa (1974) en la categoría "Televisión".
Comenzó su carrera a trabajar en el Diário de Lisboa en 1961, con 18 años. Pasó más tarde a la revista Flama y al Rádio Clube Português. Trabajó para la Associated Press durante siete años regresando después de eso temporalmente a Lisboa, donde trabajó nuevamente en el Diário de Lisboa. Poco después concurrió a un lugar en la BBC y se trasladó a Londres.
Después de la Revolución de los Claveles en 25 de abril de 1974, decidió regresar a Portugal, empezando a trabajar en la Radiotelevisão Portuguesa como director adjunto de información para programas no diarios.
Joaquim Letria recibió el Premio de la Prensa (1974), o el Premio Bordalo, entregado por la Casa de la Prensa en 1977, como "Figura TV" en la categoría "Televisión", "por la vivacidad y el tono personal que le dio a su trabajo" una ceremonia en la que, en la misma categoría, fue distinguido por el "Mejor Programa": A Política é de Todos (Álvaro Guerra).
Letria participó en la fundación del semanario O Jornal, en la primavera de 1975, pasando poco después a la agencia noticiosa portuguesa ANOP.
Regresó a la RTP, en 1978, para hacer y presentar el telediario del segundo canal de la televisión estatal, Informação 2. En el período que siguió, creó los dos programas de televisión que lo harían más popular entre el público en general, Directíssimo y Tal & Qual, que mezclaban información con entretenimiento, incluyendo este último la popular rúbrica Apanhados (Atrapados).
Después de la victoria de la Alianza Democrática en las elecciones legislativas, la RTP decidió en 1980 apartar a Letria de la dirección del canal y acabar con el programa Tal & Qual.
En julio de 1980, Joaquim Letria fundó el semanario Tal & Qual (1980-2007).
A finales de 1980 participó en la campaña electoral de Ramalho Eanes para las elecciones presidenciales y cuando Eanes tomó posesión, Letria asumió la función de portavoz de la presidencia de la República, lugar que desempeñó hasta 1986.
El 19 de abril de 1986 Letria fue agraciado con la Gran Cruz de la Orden Militar de Cristo.
Después de su regreso a la RTP, presentó el programa Já Está, pero en 1988 salió tras aceptar la invitación de Pedro Santana Lopes para dirigir la revista de gran información Sábado, cargo que ocuparía hasta enero de 1992, cuando dejó la dirección de la revista , manteniéndose como cronista hasta su cierre de 1993. Sin embargo, volvió a RTP, de esta vez a RTP Internacional, para presentar el programa Rosa dos Ventos.
En el inicio de los años 90 presentó, en la RTP2, el programa Apanhados (el primero del género en Portugal), que contaba con sketches de los actores José Pedro Gomes y Antonio Feio.
En 1995, presentó el talk show Conversa Afiada emitido en la RTP al inicio de la madrugada. También presentó otro en la RTP Internacional, el Café Lisboa, en compañía del fallecido Agostinho Roseta y de José Amaral.
En 1996, comenzó a presentar, en la RDP Antena 1 Cobras e Lagartos. El programa sería suspendido debido a una polémica relacionada con Angola. Letria fue despedido de la emisora nacional. El epílogo de 18 de agosto de 1998 llegó a los tribunales y, a pesar de que en dos instancias las autoridades consideraron que las "expresiones utilizadas podrían considerarse de mal gusto y de herir sensibilidades" (TIC) o que "Joaquim Letria, voluntariamente, difamó y y injurió a la persona y al grupo de personas por su raza, color o origen étnico" (DIAP), se decidió el archivo de la denuncia presentada porque "no actuó con la intención de incitar a la discriminación racial o de alentarla."
En los tiempos siguientes, lanzó el libro A Verdade Confiscada. Escândalo - A Armadilha da Nova Censura (1998), colaboró con Rádio Comercial y con el periódico diario 24 Horas, enseñó en la Universidad Lusíada e hizo consultoría de comunicación. Mantuvo una conexión a la televisión a través de la producción de documentales.
En 2014, tras estar más de 17 años alejado de la televisión, regresó a la televisión, en una rúbrica regular en el programa de Fátima Lopes en TVI, A Tarde é Sua.